# Anzoátegui (Tolima)
Anzoátegui is een gemeente in het Colombiaanse departement Tolima in de Cordillera Central. De gemeente, gesticht op 16 juli 1895 als La Palma en in 1930 genoemd naar de Venezolaanse vrijheidsstrijder en generaal José Antonio Anzoátegui telt 8371 inwoners (2005). De belangrijkste economische sector is de koffieteelt.
Alpujarra · Alvarado · Ambalema · Anzoátegui · Armero · Ataco · Cajamarca · Carmen de Apicalá · Casabianca · Chaparral · Coello · Coyaima · Cunday · Dolores · Espinal · Falan · Flandes · Fresno · Guamo · Herveo · Honda · Ibagué · Icononzo · Lérida · Líbano · Mariquita · Melgar · Murrilo · Natagaima · Ortega · Palocabildo · Piedras · Planadas · Prado · Purificación · Rioblanco · Roncesvalles · Rovira · Saldaña · San Antonio · San Luis · Santa Isabel · Suárez · Valle de San Juan · Venadillo · Villahermosa · Villarrica